# Bouwgebrek
Een bouwgebrek is een onvolkomenheid in een bouwwerk.
Een bouwgebrek kan een aantal hoofdoorzaken hebben:
- een bouwfout (maar niet per se ondeugdelijk werk). Zie bouwfout.
- ondeugdelijk werk (een slechte prestatie in het werk tijdens de uitvoering van het werk door een (onder-)aannemer).
- een onderhoudsachterstand. Zie Conditiemeting (gebouw).
- een functionaliteitsafwijking (een bepaald deel van een gebouw functioneert niet zoals dat past bij het gebruik).
- een non-conformiteit (iets in of van het gebouw voldoet niet aan wet- en regelgeving en staat het gebruik in de weg omdat het niet mag van de wet).

Bouwgebreken komen voor bij gebouwen (woningen en utiliteitsgebouwen) en bouwwerken (zoals tunnels, viaducten, dijken, wegen, waterwegen etc.).